# Tuesday Weld
Susan Ker 'Tuesday' Weld (New York, 27 augustus 1943) is een Amerikaans actrice. Zij werd in 1978 genomineerd voor een Academy Award voor haar bijrol als Katherine in Looking for Mr. Goodbar, nadat ze in 1960 daadwerkelijk een Golden Globe won als 'beste nieuwkomer'. Ze werd genomineerd voor een tweede Golden Globe voor de dramafilm Play It As It Lays (1972), voor een Emmy voor haar eenmalige optreden in Hallmark Hall of Fame (in 1983) en voor een BAFTA voor het misdaaddrama Once Upon a Time in America.
Weld maakte in 1956 haar film- en acteerdebuut met een hoofdrol in Rock, Rock, Rock. Dat bleek haar eerste van meer dan 25 filmrollen, meer dan 35 inclusief die in televisiefilms. In televisieseries speelde ze vrijwel exclusief personages die in één aflevering voorkomen. In titels waarin Weld vaker voorkwam, speelde ze telkens een ander personage. De enige uitzondering hierop vormt de komedieserie The Many Loves of Dobie Gillis. Hierin gaf ze zeventien afleveringen (1959-1962) gestalte aan Thalia Menninger.
Weld scheidde in 1998 van haar derde echtgenoot Pinchas Zukerman, met wie ze in 1985 trouwde. Eerder was ze getrouwd met scenarioschrijver Claude Harz (1965-1971) en met acteur Dudley Moore (1975-1980). Met Harz kreeg Weld in 1966 dochter Natasha Harz, met Moore in 1976 zoon Patrick H. Moore.

## Filmografie
*Exclusief tien televisiefilms
| - Chelsea Walls (2001) - Investigating Sex (2001) - Feeling Minnesota (1996) - Falling Down (1993) - Heartbreak Hotel (1988) - Once Upon a Time in America (1984) - Author! Author! (1982) - Thief (1981) - Serial (1980) - Who'll Stop the Rain (1978) - Looking for Mr. Goodbar (1977) - Play It As It Lays (1972) - A Safe Place (1971) - I Walk the Line (1970) - Pretty Poison (1968) | - Lord Love a Duck (1966) - The Cincinnati Kid (1965) - I'll Take Sweden (1965) - Soldier in the Rain (1963) - Bachelor Flat (1962) - Wild in the Country (1961) - Return to Peyton Place (1961) - The Private Lives of Adam and Eve (1960) - High Time (1960) - Sex Kittens Go to College (1960) - Because They're Young (1960) - The Five Pennies (1959) - Rally 'Round the Flag, Boys! (1958) - Rock, Rock, Rock (1956) |

## Trivia
- Een foto van Weld uit de jaren 50 vormt de cover van de cd Girlfriend van Matthew Sweet.

- Bibsys: 9018887
- Biblioteca Nacional de España: XX1532641
- Bibliothèque nationale de France: cb13951451d (data)
- Gemeinsame Normdatei: 119449234
- International Standard Name Identifier: 0000 0000 7824 3046
- Library of Congress Control Number: n88051131
- MusicBrainz: 51502c9f-423a-405b-a9b9-5c9d0c14f47d
- Nationale Bibliotheek van Tsjechië: xx0158276
- Nationale Bibliotheek van Israël: 987008729405405171
- Nederlandse Thesaurus van Auteursnamen: 073476854
- SNAC: w6w79j9c
- Système universitaire de documentation: 156741792
- Virtual International Authority File: 5741534
- WorldCat: E39PBJy4cpYYBKjMTjh6VgRVG3